# لنکهم، سافک
لنکهم (به انگلیسی: Langham) یک روستا و محله مدنی در بریتانیا است که در Mid Suffolk واقع شده‌است. لنکهم ۹۰ نفر جمعیت دارد.